# 취리히 트롤리버스

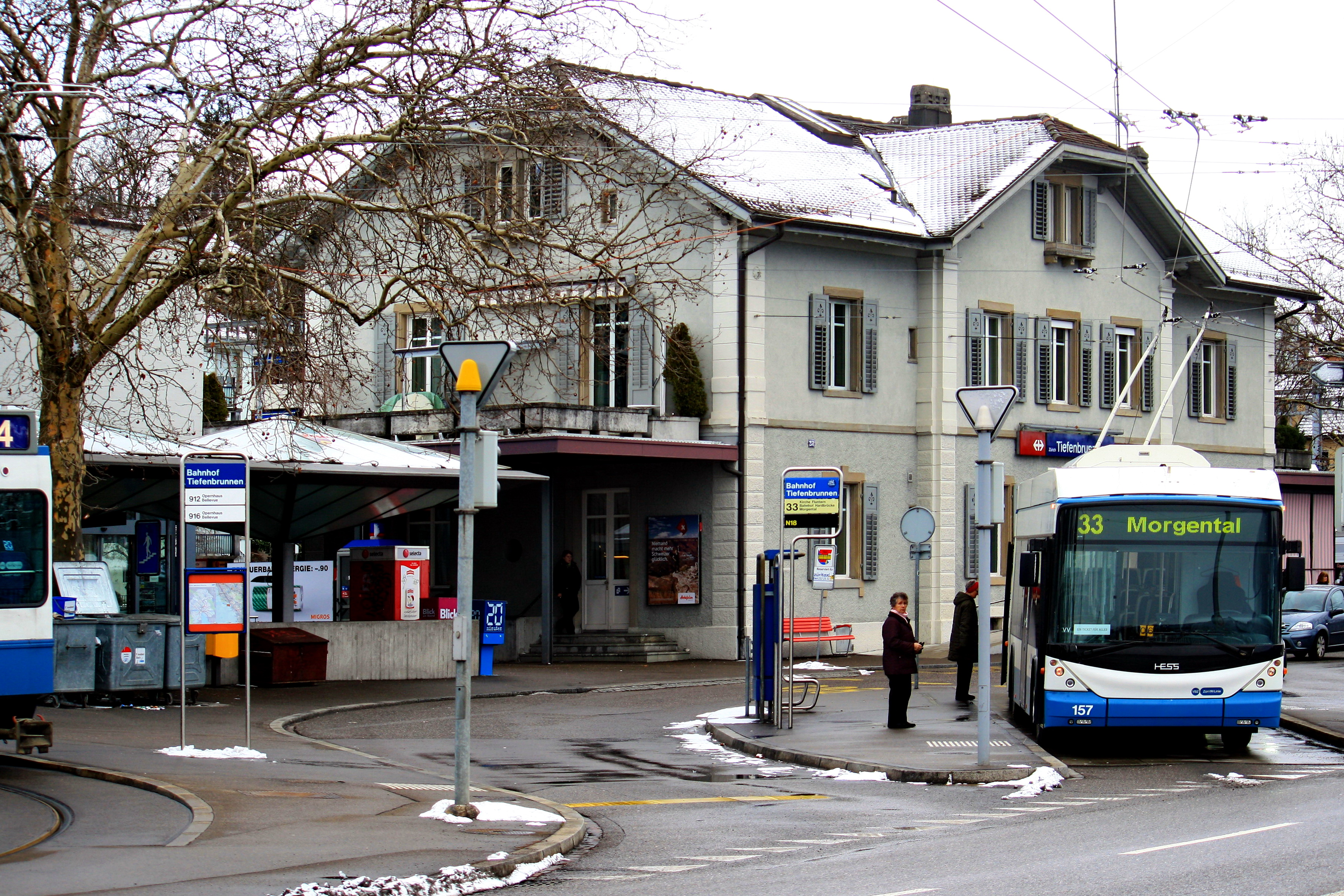
취리히 티펜브루넨의 스위스트롤리3

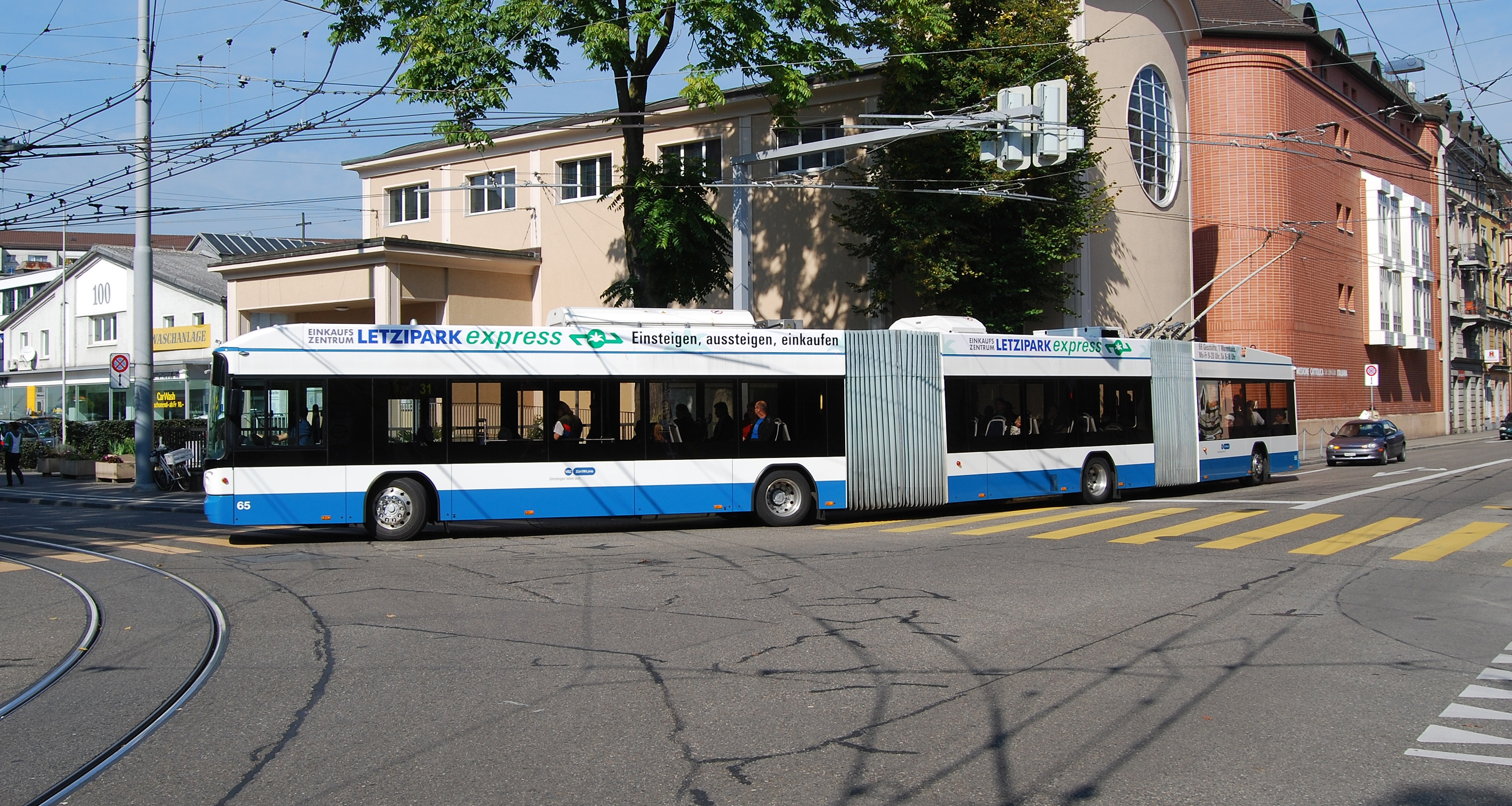
31번 노선의 경트램 헤스

취리히 무궤도 전차 시스템(독일어: Trolleybussystem Zürich)은 스위스 취리히의 대중교통 네트워크의 일부이다. 1939년에 개업한 이 철도는 취리히 S-반, 취리히 트램웨이 네트워크 및 취리히의 도시 모터버스 네트워크를 결합하여 통합된 4가지 스타일 계획을 형성한다.
2021년 현재 시스템은 6개 노선으로 구성되며 총노선 길이는 54.0km이다. 트램과 모터버스 네트워크도 운영하는 취리히 교통공사(VBZ)에서 운영한다. 이 지역의 다른 대중 교통 수단과 마찬가지로 취리히 교통망에서 운행한다.

## 역사
취리히 무궤도 전차 시스템은 1939년 5월 27일 당시 슈테티센 슈트라센반 취리히("취리히시 트림웨이")(St.St.Z.)에 의해 개통되었다. 스위스에서 개통한 현대식 무궤도 전차 시스템은 각각 로잔 시스템과 빈터투어 시스템에 이어 세 번째였다. 처음에 무궤도 전차 노선은 도시의 기존 트램 네트워크와 경쟁하기보다는 보완하기 위한 새로운 노선에 만들어졌다.
사실상 새 시스템의 초기 운영자는 법적으로 독립적인 운송 회사였다. 이 회사는 1927년 취리히 시영 전차 운행자(Kraftwagenbetrieb der Städtische Strassenbahn Zürich)로 설립되었으며 1935년에 이름을 변경했다. 1949년 3월에만 두 회사가 합병하여 슈타트 취리히 교통공사를 형성했다. 1978년부터 취리히 교통공사로 현재의 이름으로 바꾸었다.
최초의 취리히 무궤도 전차 노선은 리마트플라츠에서 부히에크플라츠까지였으며, 현재는 32호선의 일부이다. 1946년과 1956년 사이에 C선(나중에 34호선으로 알려짐)은 나머지 시스템과 분리되었다. 그 기간 동안 해당 노선의 차량 교체는 트램 트랙에서 소위 집전장치(Bügelwagen)을 사용하여 수행되었다.
1950년대에 도시의 트램은 융통성이 없고 도시 거리에서 증가하는 교통 혼잡에 취약한 것으로 보였다. 이 문제를 해결하기 위해 제안된 해결책 중 하나는 덜 붐비는 노선을 무궤도 전차 노선으로 전환하는 것이었고, 이 방향의 첫 번째 단계는 1954년에서 1958년 사이에 트램 노선 1과 트램 노선 2의 외부 부분을 무궤도 버스 노선 31로 전환하는 것이었다. 그러나 트램 노선을 무궤도 전차로 더 이상 전환하지 않았다.
2014년 시간표가 도입되면서 33번과 72번 노선은 남서쪽 터미널이 바뀌었고, 33번 노선은 티펜브루넨역에서 트리믈리역까지, 72번 노선은 밀히부크에서 모어겐탈까지 운행했다.
83번 라인(밀히부크 – 알트슈테텐)은 2015년 버스 노선에서 전환되었다. 밀히부크에서 하르트플라츠까지의 구간은 가공 전력을 사용한다. 하르트플라츠에서 알트슈테텐까지의 무궤도 전차는 배터리로 운행된다.
2017년 8월, 리마탈 경전철 노선 건설을 준비하기 위해 31번 트롤리버스가 쉴리렌에서 알트슈테텐(팝호프)까지 운행이 영구적으로 중단되었다. 이 새로운 노선의 첫 번째 단계가 완료되면 트램 노선 2가 팝호프에서 쉴리렌까지 연장되어 노선 31이 도입되기 전에 전체 길이로 복원된다. 2018년 시간표가 도입되면서 노선 31은 반대편 끝에서 확장되어 중단된 34번 트롤리버스 전체 길이를 이어받아 도심과 비티콘 사이를 직접 연결한다.

## 노선
현재 시스템은 다음 6개 라인으로 구성된다.
| 라인 | 노선                             | 간격     | 소요시간 | 정류장  |
| ---- | -------------------------------- | -------- | -------- | ------- |
| 31   | 키나슈텐비즈 - HB - 헤르메트슬루 | 7.5분    | 45/ 45   | 32 / 33 |
| 32   | Holzerhurd – Strassenverkehrsamt | 060분    | 35 / 35  | 27 / 26 |
| 33   | 트레믈리 – 티펜브루넨역          | 7.5분    |          | 34 / 33 |
| 46   | Bahnhofquai/HB – Rütihof         | 3.75-5분 | 21 / 22  | 18 / 20 |
| 72   | Milchbuck – Morgental            | 7.5분    |          | 21 / 21 |
| 83   | Milchbuck – Bahnhof Altstetten   | 7.5분    | 20/23    | 16/17   |

31, 32, 33, 72, 83 라인은 도시 간 노선이고, 46 라인은 방사형 노선이다. 모든 무궤도 전차 노선에는 식별 색상이 있다.
이 시스템의 특별한 기능은 프리젠베르크역의 가공선 교차로이다. 여기서 라인 32는 600V DC에서 전력을 공급받아 1,200V DC 전차선이 있는 위트리베르크반을 가로지른다. 대조적으로, 모터버스 라인 62의 제안된 전기화는 전기화된 스위스 연방 철도 라인을 건너야 했기 때문에 진행되지 않았다. 그 지점에서 교차하는 가공선인 아폴테른은 철도 라인의 높은 15kV AC 전압으로 인해 안전상의 이유로 승인되지 않았다.
오늘날까지 트롤리버스 가공선 네트워크는 트램웨이 네트워크와 밀접하게 연결되어 있다. 예를 들어 2개의 정류소만 트롤리버스 시스템 전용으로 사용된다. 일부 지역에서는 정류기로 가는 리턴 라인이 트램웨이 레일을 통해 이루어진다. 알트슈테텐의 중앙 작업장 경계 내에는 특별한 무궤도 전차 테스트 라인이 있다. 이 순환 경로는 나머지 무궤도 전차 네트워크와 연결되어 있지 않다.
라인 83은 하르트플라츠에서 역까지 배터리 모드로 실행된다. 알트슈테텐. 33번과 72번 라인은 하르트플라츠에서 알비스리더플라츠까지 배터리 모드로 실행된다. 32번 라인은 부히에크플라츠에서 레게른 거리까지 배터리 모드로 운행된다.

## 차량
2012년 현재 취리히 무궤도 전차는 114대의 차량을 보유하고 있으며, 그중 83대는 굴절식, 31대는 이중 굴절식이다.
쌍절식 차량은 31호선의 모든 차량 운행(또는 업무)과 32호선의 개별 운행을 포함한다. 건설 활동으로 인해 이러한 무궤도 전차 차량을 31호선에서 사용할 수 없는 경우 추가 운행을 할 수 있다. 32행에서.
이중 굴절 차량의 도입을 준비하기 위해 이중 굴절 차량이 기존 굴절 버스보다 약 7m 더 길기 때문에 이 두 노선의 일부 버스 정류장을 개조해야 했다. 앞서 2006년 초에는 제네바 트롤리버스 시스템의 이중 관절 차량을 사용하여 광범위한 테스트가 있었다.
최초의 전통적인 스위스트롤리 no. 144는 2006년 7월 20일 시리즈 전 생산 차량으로 인도되어 대중에게 공개되었다. 2006년 9월부터 정식 서비스를 시작했다.
2012년에 취리히 교통공사는 남아 있는 모든 고층 차량을 추가로 21개의 관절형 스위스트롤리 3 및 17개의 이중 관절형 헤스 경트램으로 교체할 계획이다. 후자의 차량 그룹이 도입됨에 따라 32번 라인은 이중 관절 차량 운영으로 완전히 전환될 것이다. 서비스 주파수의 감소와 결합된 시스템 용량의 관련 증가는 함대를 5개 단위로 줄일 수 있어야 한다.
차량군의 마지막 고층 트롤리버스였던 마지막 4대의 O405 GTZ 무궤도 전차는 2015년 12월에 퇴역했다.

## 같이 보기
- 취리히 노면전차

### 내용주
1. 1 2  총 이동 시간과 정류장 수에 대한 데이터는 경로로 지정된 방향과 해당 복귀 방향에 대해 별도로 제공된다. 첫 번째 값은 지정된 방향에 대한 값이다. 출발 지점과 최종 목적지를 포함하여 각 방향의 모든 정류장이 고려된다.

### 인용
1. ↑  “Routes”. 취리히 교통공사. 2013년 3월 23일에 원본 문서에서 보존된 문서. 2012년 1월 31일에 확인함.
2. 1 2  “Corporate History”. 취리히 교통공사. 2012년 10월 7일에 원본 문서에서 보존된 문서. 2012년 1월 31일에 확인함.
3. ↑  “125 Jahre Verkehrsbetriebe der Stadt Zürich” [125 Years Verkehrsbetriebe der Stadt Zürich] (독일어). reflektion.info. 2007년 7월 23일. 2012년 1월 31일에 확인함.
4. ↑  Moglestue, Andrew (December 2005). “Zürich: A city and its trams”. 2011년 8월 10일에 확인함.
5. ↑  Moglestue, Andrew (2013년 12월 13일). “2014 timetable”. 2018년 11월 28일에 확인함.
6. ↑  Moglestue, Andrew (2017년 8월 28일). “Limmattalbahn work begins, and trolleybus cut back”. 2018년 11월 28일에 확인함.
7. ↑  Moglestue, Andrew (2017년 12월 7일). “Tram Hardbrücke opening this weekend, and network changes”. 2018년 11월 28일에 확인함.